# Mohd Nor Rizuan Zainal
Mohd Nor Rizuan Zainal (* 20. Juni 1986) ist ein ehemaliger malaysischer Mountainbike- und Straßenradrennfahrer.
Mohd Nor Rizan Zainal begann seine Karriere 2007 bei dem Letua Cycling Team. In seinem ersten Jahr dort wurde er je einmal Etappendritter bei der Azerbaïjan Tour und bei der Tour of East Java. Im Jahr darauf wurde er Zweiter bei dem SIC Kencana Kriterium und Etappendritter bei der Tour of Negri Sembilan. Bei der Tour d’Indonesia startete er mit dem malaysischen Nationalteam und entschied eine Etappe für sich. 2008 gewann er zwei Etappen der Tour d’Indonesia, im Jahr darauf eine weitere. 2010 entschied er eine Etappe der  Tour de Taiwan für sich. 2013 wurde er malaysischer Meister im MTB-Cross Country Eliminator. 2016 beendete er seine Radsportlaufbahn.

## Erfolge
2008
- zwei Etappen Tour d’Indonesia

2009
- eine Etappe Tour d’Indonesia

2010
- eine Etappe Tour de Taiwan

2013
- Malaysischer Meister – MTB-Cross Country Eliminator

## Teams
- 2007 Letua Cycling Team
- 2008 Letua Cycling Team
- 2009 MNCF Cycling Team